# Can Serra (Fogars de la Selva)
Can Serra és una obra del municipi de Fogars de la Selva (Selva) inclosa en l'Inventari del Patrimoni Arquitectònic de Catalunya.

## Arquitectura
El mas de Can Serra està emplaçat sobre un petit turó sobre elevat en el qual es donen cabuda tot un cúmul d'elements de vital importància, la suma dels quals dona com a resultat un conjunt patrimonial de gran valor històric i cultural. En primer lloc tenim el mas de Can Serra de planta rectangular, format per planta baixa i pis superior i cobert amb una teulada a dues aigües de vessants a laterals. El mas està emplaçat en un solar nítid i regular.
El mas està estructurat internament en tres crugies. La planta baixa destaca el gran portal quadrangular equipat amb una llinda monolítica i muntants laterals de pedra, tot molt ben treballat i escairat que té com a matèria primera la pedra sorrenca. En el pis superior trobem tres obertures rectangulars. Ara bé difereixen en la mida i en la funcionalitat, ja que la del centre és més gran i està projectada com a semi-balconada i equipada amb una petita barana de ferro forjat, mentre que les dues obertures que la flanquegen, una per banda respectivament, són de mida inferior i actuen com a finestres. Corona la façana un òcul de planta el·líptica i tanca aquest espai un ràfec format per quatre fileres: la primera de rajola plana, la segona de rajola en punta de diamant, la tercera de rajola plana i la quarta de teula. En els laterals el ràfec difereix: la primera filera és de rajola plana, la segona de teula, la tercera de rajola plana i la quarta de teula girada.
La façana lateral esquerra està reforçada per dos poderosos contraforts.
Pel que fa a la resolució dels espais exteriors cal dir que els murs de les quatre façanes estan totalment arrebossats, cosa que no permet veure la composició interna de l'edifici.
Amb el pas progressiu del temps el mas ha experimentat diverses intervencions que s'han traduït a la pràctica en diverses ampliacions localitzades bàsicament en la part posterior.
L'estat de conservació del mas no és dolent, però tanmateix no és excessivament bo, ja que convindria a practicar algunes obres en matèria de manteniment i millora. I és que comparant fotografies antigues, com ara la de la fitxa del Servei de Patrimoni núm. 26.712, amb actuals ens adonem que des del 1984 l'estat del mas és el mateix fins al punt que no s'ha dut a terme cap intervenció en ell per tal d'assegurar la seva integritat física.
En segon lloc tenim la bassa de planta ovalada ubicada en la part esquerra de la masia.
En tercer lloc cal destacar l'era de batre on antigament es trillaven els cereals. Aquesta està ubicada davant la part frontal del mas i és de planta circular. Tot i l'edat avançada que evidencia, aquesta presenta un estat de conservació privilegiat.
En quart lloc trobem la pallissa ubicada davant del mas. Una pallissa que consta de dues plantes i que està coberta amb una teulada a dues aigües de vessants a laterals. Una columna circular de pedra amb basament i capitell, aguanta la característica encavallada de la coberta. Corona la teulada una petita creu. L'accés es practica a través del gran arc de mig punt rebaixat en el qual prima més la llum (amplada) que no pas la sageta (alçada). A l'extrem dret s'observa la presència de dos rellotges de sol. Ambdós bastant deteriorats però encara conserven la broca. Els murs de la pallissa, arrebossats, estan recolzats per dos contraforts ubicats en sengles costats. Igual que el que succeeix amb el mas en contemplar fotografies antigues, com la de la fitxa del Servei de Patrimoni núm. 26.713, ens adonem que l'aspecte de la pallissa no ha variat, ja que segueix absolutament igual.
Al final de la finca trobem l'element capitalitzador i que monopolitza tota l'atenció de la finca com és l'ermita de la Mare de Déu de la Serra. Darrere de l'ermita trobem una casa de petites dimensions.

## Història
El nom de Falgars apareix citat en un document de l'any 922 relacionat amb l'església parroquial de Sant Cypriani et Santa Justa in villa Falgars.
L'any 974 el municipi es troba sota la tutela del papa Benet VI a través de Hildesind, abat de Sant Pere de Rodes. Posteriorment un precepte dictat per Lotari reafirma el 982 aquest lligam.
Més endavant el terme passà a dependre dels vescomtes de Girona, després vescomtes de Cabrera.
En una butlla papal de Luci III del 1185, consta que el monestir de Breda tenia importants alous a la parròquia de Ramió.
Amb la divisió provincial del 1833 el municipi entrà dins la província de Barcelona, sent l'únic de la Selva que pertany a aquesta demarcació.